# 李希曾 (检察长)
李希曾（1916年—1994年5月10日），山西陵川县平川村人。中华人民共和国政治人物。

## 生平

### 民国时期
1916年生于农民家庭，早年以总分第一名考入晋城濩泽中学。1937年，考入长治山西省立第四师范不久，抗日战争爆发后，在学校参加了牺盟会。9月又加入中国共产党。10月，从长治牺盟会调至陵川进行抗日宣传工作。他同贾桂文、李兆清等人成立了陵川牺盟分会，吸收了路宪文、侯景域等第一批牺盟会员，并相继在城关、附城、平城成立区牺盟分会，组织起抗日武装自卫队。12月初，中共长治特委主持成立了中共陵川县临时工作委员会，担任工委书记。工委机关隐蔽在县城北关县牺盟会总部。1938年2月，中共陵川县临时工委在县城召开大会，成立陵川县农民抗日救国会。
1938年4月，陵川地方反动势力借鲁村事件向阎锡山密电，并计划偷袭抗日县政府、通缉逮捕李希曾等共产党员；李希曾、路宪文等离开了牺盟会。5月，在中共太南特委主持下，李希曾等人在平城镇下川村牺盟干部薛润明家中开会，成立了中共陵川县委。李担任县委书记兼管县直机关和城关区的工作，公开身份是八路军工作团长。6月，中共陵川县委决定在城关、附城、平城建立党的区委组织。他在平川、椅掌、小平、县城北关、小召、南召等村发展党员并先后建立起党支部。12月中共太南特委调李希曾到省委党校学习两个月，派赵俭歧代理县委书记。1938年后半年，中共陵川县委领导全县抗日人民成功地进行了“反师”斗争，于12月赶走县长师人凤。
1939年十二月事变发生后，中共太南特委调李希曾到平顺搞隐蔽工作。1940年1月到1943年4月，先后担任平顺县委书记、平北(平顺县北)县委书记、中共太行四地委(太南地委)秘书长等职。1942年5月，地委决定李希曾、史公泉、路宪文三人组成中共陵川县工委，办公机关设在地委，由李希曾负责抽调从陵川撤出的20多名干部组成武装工作队，潜入陵川境内进行武装侦察和政治宣传活动。1943年8月，地委决定李希曾、张步英、张开银、任小凤等5人组成中共陵川县工作委员会，统一领导陵川县抗日根据地的工作。9月，在抗大六分校派来的一个大队配合下，率陵东工作队到陵川，在浙水村召开会议，研究制定攻打敌人据点的作战计划。1946年6月，李希曾调中共太行八地委工作，历任中共太行八地委组织部长、五地委组织部副部长、太行区委组织部干部科长、中共山西省委组织部干部科长、秘书兼干部处长等职。

### 共和国时期
1952年2月，任中共山西省委组织部副部长，同年9月，兼任山西省人民政府人事厅厅长。1953年兼任中共介休县委第一书记。1959年9月17日，任山西大学党委书记。1961年6月26日，山西大学与山西师范学校合并后，任山西大学党委第一书记。文化大革命受到迫害和打击。1969年9月16日，任山西大学革命委员会副主任。1973年5月，任山西大学党委第二书记、校革命委员会主任。1979年，任山西省司法厅厅长、党组书记。1981年12月，调任山西省人民检察院检察长。1984年7月离职休养。
1994年5月10日，病逝于太原。当地留有其故居。